# 安吉白茶

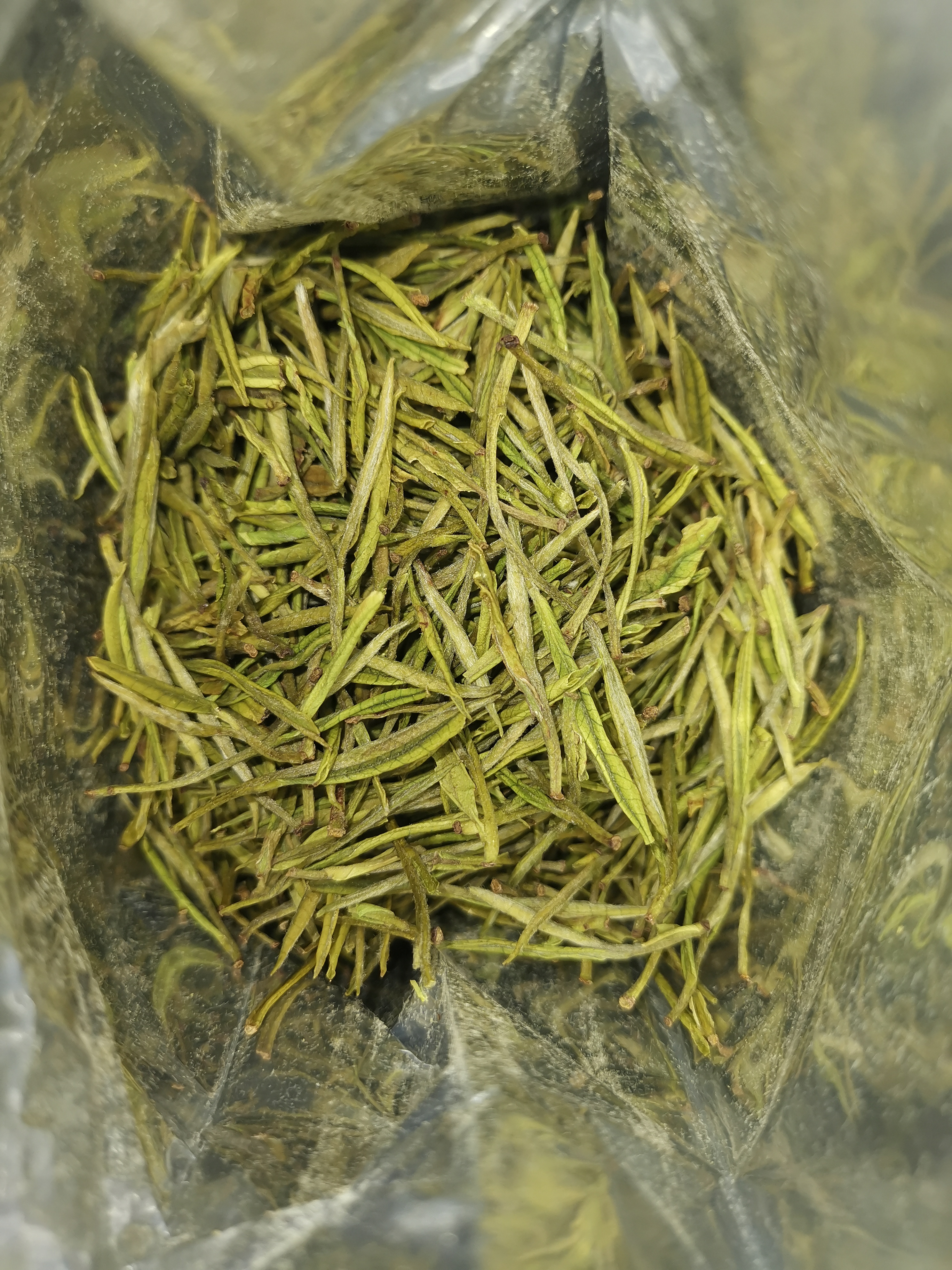
安吉白茶の茶葉

安吉白茶（あんきつはくちゃ）は、中華人民共和国の緑茶の一種。名称に「白茶」の文字が含まれるが白茶ではない。

## 概要
安吉白茶のブランドは1990年に始まった新しい茶であるが、独特の味わいと美しい見た目から西湖龍井茶と並ぶ高値の茶となっている。
茶葉には細長いものと平べったいものとの2種類がある。

## 特徴
茶の色は透き通ったごく薄い黄色をしており、うま味と透明感のある口当たりに、ふわりとした茶葉の香りする。一般的な緑茶と比べた場合、2倍から3倍のアミノ酸を有するため、甘みを感じる茶である。なお、中国語で「アミノ酸」は「氨基酸」と表記し発音が「アンジースァン」であり、「安吉」の発音「アンジー」と同じことから「アンジースァン（氨基酸）の多いアンジー（安吉）白茶」という語呂合わせのキャッチコピーが健康志向の中国人客を捉えたため、ヒット商品になったという面もある。
湯を注ぐと1針2葉の茶葉が上向きに開く様子は蘭の花や鳳凰の羽にも例えられ、見た目が美しいことも人気の要因となっている。
品種は「白葉1号」で、突然変異により一定の条件下では葉緑素が欠乏するという特徴を持っている。そのため、外観が白く見えるので「白茶」と名付けられた。葉緑素が欠乏は、気温の変化によ発育障害であり、新春から1か月ほどの間のみ葉が白くなる。これによって希少性も高まっている。

## 産地
浙江省湖州市安吉県。

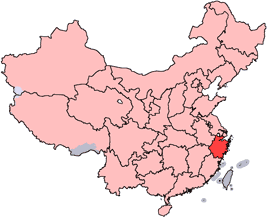
浙江省

安吉県では1980年ごろに「安吉白片」という茶があった。その後、発見された野生の白葉茶樹から作られたのが安吉白茶である。「片」よりも「茶」のほうが高級茶葉のイメージがあるため、名づけられた。

## 白茶龍井
安吉白茶の茶葉を龍井茶の茶葉の形状に加工して製茶したものを白茶龍井と呼ぶ。こちらも同様に白茶ではなく緑茶である。